# Самсё
Самсё (дат. Samsø) — остров в южной части пролива Каттегат. Расположен между полуостровом Ютландия (15 км до побережья) и островом Зеландия (отделён проливом Самсё-Бельт, дат. Samsø Bælt).
Остров является отдельным муниципалитетом Самсё с центром в городке Транебьёрг. Площадь 112,06 км² (вместе с прибрежными островками). Население — 4003 человек (2009).
Паромное сообщение свызывает Самсё с Ютландией (городок Хов) и Зеландией (город Калуннборг).
Остров примечателен максимальным использованием альтернативных источников энергии — ветра (ветроэнергетические установки фирмы Bonus A/S, ныне часть концерна Siemens AG), солнечные батареи и солнечные коллекторы, биотоплива, биологических отходов и др.
Остров популярен сбором земляники, который привлекает туристов из таких удалённых частей Европы, как Ирландия и французская Бретань. Также Самсё известен в Дании самым ранним в стране картофелем и одноимённым сортом полутвёрдого сыра.